# Elvedin Herić
Elvedin Herić (* 9. Februar 1997 in Augsburg, Deutschland) ist ein bosnischer Fußballspieler.

## Karriere

### Verein
Herić begann seine Karriere beim FK Sloboda Tuzla. 2014 wechselte er zum FK Sarajevo. Im Mai 2015 stand er gegen den FK Radnik Bijeljina erstmals im Kader der ersten Mannschaft.
Sein Debüt in der Premijer Liga gab er im September 2015, als er am achten Spieltag der Saison 2015/16 gegen den FK Borac Banja Luka in der 81. Minute für Samir Radovac eingewechselt wurde. Bis Saisonende kam er zu drei weiteren Einsätzen in der höchsten bosnischen Spielklasse.
In der Saison 2016/17 wurde Herić drei Mal in der Premijer Liga eingesetzt. In der darauffolgenden Saison kam er zu zehn Einsätzen in Ligaspielen.
Zur Saison 2018/19 wechselte er nach Österreich zum Zweitligisten Kapfenberger SV. Nach der Saison 2018/19 verließ er Kapfenberg und wechselte nach Slowenien zum Erstligisten NK Triglav Kranj. Für Kranj kam er zu sieben Einsätzen in der 1. SNL. Im Januar 2020 kehrte er zu Sloboda Tuzla zurück, wo er einst seine Karriere begonnen hatte. In Tuzla kam er in der Saison 2019/20 bis zum Saisonabbruch zu zwei Einsätzen in der Premijer Liga.
Nach weiteren sechs Einsätzen kehrte er im September 2020 nach Kapfenberg zurück. In seinem zweiten Engagement in der Steiermark absolvierte er 26 Zweitligapartien und traf dabei dreimal. Nach der Saison 2020/21 verließ er die KSV wieder. Daraufhin wechselte er im August 2021 nach Albanien zum Erstligisten KS Vllaznia Shkodra. Zur Saison 2023/24 wechselte er zum kosovarischen Erstligisten KF Gjilani.

### Nationalmannschaft
Herić spielte 2013 erstmals für die bosnische U-17-Auswahl. 2015 kam er zudem für die U-19-Mannschaft zum Einsatz.